# O Mercado de Notícias
O Mercado de Notícias é um documentário brasileiro lançado em 2014. Escrito por Jorge Furtado, a obra é inspirada na clássica peça do dramaturgo inglês  Ben Jonson - The staple of news, encenada pela primeira vez no ano de 1626, em Londres. O filme traça um paralelo sobre mídia e a democracia, incluindo uma breve história da imprensa, desde o seu surgimento no século XVII, até hoje, destacando seu papel na construção da opinião pública, seus interesses políticos e econômicos.
A peça é uma crítica bem humorada aos primórdios do jornalismo em Londres.

## Sinopse[2]
O documentário traz os depoimentos de treze expressivos e experientes jornalistas brasileiros, que filosofam e expressam suas considerações a respeito de sua profissão exercida, as novas mídias - como a internet -, o futuro do jornalismo, e também traz à tona referências jornalísticas atuais na política brasileira, onde a cobertura da imprensa teve papel de grande destaque.
Os primórdios do jornalismo, no século XVII, é retratado de forma cômica na peça “O Mercado de Notícias”, escrita pelo dramaturgo inglês Ben Jonson em 1625. O diretor utiliza trechos da comédia original na montagem do filme, trechos estes que ganham vida através de renomados atores de teatro brasileiros.
O documentário levanta dois questionamentos distintos: o primeiro é sobre a credibilidade das notícias divulgadas pela mídia de massa, que - segundo o diretor - favorece os interesses de uma elite; o segundo é o surgimento de uma nova categoria de notícias, uma demanda criada pela mídia a fim de fornecer entretenimento.

## Entrevistados
Alguns entrevistados:
- Paulo Moreira Leite[4], estudou Ciências Sociais na Universidade de São Paulo, mas não concluiu o curso. Autor do livro "A outra história do mensalão – As contradições de um julgamento político" e diretor da revista IstoÉ.
- Raimundo Pereira[5], ex reporter das revistas IstoÉ e Veja, diretor do projeto jornalístico Oficina da Informação.
- José Roberto de Toledo[6], um dos fundadores da Associação Brasileira de Jornalismo Investigativo.
- Maurício Dias[7], Jornalista da Carta Capital.
- Mino Carta, diretor de redação da revista CartaCapital.
- Luiz Nassif[8], escreve sobre economia no jornal Folha de S.Paulo e é membro do conselho editorial do mesmo jornal.
- Geneton Moraes Neto[9], autor e jornalista da TV Globo/Rio
- Cristiana Lôbo[10], formada em comunicação social pela Universidade Federal de Goiás, atualmente é âncora do programa Fatos e Versões, ao lado de Ricardo Boechat.
- Bob Fernandes[11], formado em jornalismo pela Universidade Federal da Bahia, hoje atua como comentarista político no Jornal da Gazeta.
- Leandro Fortes, graduado em jornalismo pela Universidade Federal da Bahia, atualmente atua como jornalista na revista CartaCapital.
- Fernando Rodrigues[12], mestre em jornalismo internacional pela City University, em Londres. Mantém uma página de política na UOL.
- Renata Lo Prete, faz comentários sobre política no programa Bom Dia Brasil, da Rede Globo
- Janio de Freitas[13], membro do conselho editorial da Folha de S.Paulo.

## Peça[14]
A peça retrata um dia em Londres, no ano de 1625. Um homem, Pila Pai, simula a própria morte e passa a vigiar seu filho, Pila Júnior, vestido de mendigo. Antes de forjar a própria morte, Pila Pai deixa um documento assinado na posse do advogado da família, Gazua, documento este que transferia todas as suas posses para seu filho.
Quando Pila Júnior faz 18 anos e ganha autorização para utilizar o dinheiro herdado de seu pai, ele o gasta com superficialidades como roupas de luxo, jantares e festas.
No contexto geral, a novidade em Londres é um Mercado de Notícias, dirigido pelo senhor Trombone, seu sócio Patranha e uma série de repórteres. A partir disso é desenvolvido um intenso comércio de notícias e, eventualmente, Pila Junior acaba se interessante pela novidade da imprensa e consegue um emprego para o seu amigo, Tom, um barbeiro.
Pila Pai fica desgostoso com a vida de ostentação e luxo que seu filho anda levando com seus novos amigos boêmios, um grupo de desaforados que vive nas abas da nobreza e da nova burguesia: Almanaque (o médico), Timorato (o militar), Madrigal (o poeta) e Heraldo (o homem de sociedade).
Revelando sua real identidade, Pila Pai sai de sua fantasia de mendigo, revela seus planos e castiga seu filho, forçando-o a viver como mendigo. Nisso Gazua, o advogado inescrupuloso, entra na briga pela herança e se casa com Pecúnia, a segunda herdeira de Pila Pai.

## Elenco da peça[15]
- Antônio Carlos Falcão
- Eduardo Cardoso
- Elisa Volpatto
- Evandro Soldatelli
- Irene Brietzke
- Ismael Caneppele
- Janaina Kremer
- Marcos Contreras
- Mirna Spritzer
- Nelson Diniz
- Sérgio Lulkin
- Thiago Prade
- Ursula Collischonn
- Zé Adão Barbosa

## Prêmios[16]
| Ano  | Categoria                         | Premio                 |
| ---- | --------------------------------- | ---------------------- |
| 2014 | 'Cine PE Festival do Audiovisual' | Melhor documentário    |
| 2014 | 'Cine PE Festival do Audiovisual' | Premio do Juri Popular |

## Lançamento[17]
O documentário estreou no Brasil, no dia 5 de agosto de 2014 em dez cidades simultaneamente: São Paulo, Rio de Janeiro, Belo Horizonte, Porto Alegre, Florianópolis, Curitiba, Salvador, João Pessoa, Santos e Juiz de Fora.